# Fürstengrab von Kemnitz
Koordinaten: 52° 24′ 16,9″ N, 12° 53′ 7,4″ O
Das suebische Fürstengrab von Kemnitz ist ein archäologischer Fund beim Ortsteil Kemnitz der Stadt Werder (Landkreis Potsdam-Mittelmark, Brandenburg), datiert in die Zeit zwischen 150 und 200 n. Chr.

## Fundbeschreibung
Die Bestattung eines germanischen Elite-Kriegers, die den in der Havelgegend zu dieser Zeit heimischen Sueben zugerechnet wird, ist Teil eines der größten germanischen Gräberfelder der römischen Kaiserzeit in Brandenburg. 
Das Urnengräberfeld im Wald Vogelsangheide, umfasst 926 Bestattungen auf 4300 m²; auf ihm wurden etwa 900 Urnengräber, 23 Knochenlager und ein Brandgrubengrab entdeckt. Der archäologische Fund ist als Bodendenkmal 30737 ausgewiesen.
Im Fürstengrab von Kemnitz (Grab 622) fanden sich römische Objekte wie der wertvolle und gut erhaltene, etwa 100 n. Chr. entstandene Bronzeeimer von Kemnitz, dessen Attaschen mit geflügelten Gesichtern geschmückt sind, während die Henkelenden stilisierte Drachenköpfe zieren. Zu den weiteren Funden gehören ein goldener Fingerring, ein Kettenhemd, ein bronzener Gürtel, Glasperlen, getriebene Bronzebleche mit Darstellungen der Heraklessage und Kopien römischer Metallgefäße. Thomas Fischer stellte die Vermutung auf, die Bronzebleche seien die Überreste eines seltenen römischen Muskelpanzers. Der Fund ist Teil der Sammlung im Archäologischen Landesmuseum Brandenburg im Paulikloster.